# Seone Mendez
Seone Mendez (* 15. Mai 1999 in Sydney) ist eine australische Tennisspielerin.

## Karriere
Mendez, die am liebsten auf Sandplätzen spielt, begann im Alter von sechs Jahren mit dem Tennissport. Sie spielt bislang vor allem auf der ITF Women’s World Tennis Tour, wo sie bisher 13 Titel im Einzel und fünf im Doppel gewinnen konnte.
2014 bis 2017 spielte sie bei den Juniorinnenwettbewerben der Grand-Slam-Turniere sowohl im Einzel als auch im Doppel.
2019 erhielt sie eine Wildcard für die Qualifikation zu den Hobart International, einem Turnier der WTA Tour, verlor aber dort bereits in der ersten Runde gegen Magda Linette mit 0:6 und 3:6.

## Turniersiege

### Einzel
| Nr. | Datum             | Turnier   | Kategorie  | Belag        | Finalgegnerin           | Ergebnis       |
| --- | ----------------- | --------- | ---------- | ------------ | ----------------------- | -------------- |
| 1.  | 11. Juni 2017     | Hammamet  | ITF 15.000 | Sand         | Fernanda Brito          | 6:2, 6:1       |
| 2.  | 18. Juni 2017     | Hammamet  | ITF 15.000 | Sand         | Andrea Lázaro García    | 6:1, 3:6, 6:0  |
| 3.  | 25. Februar 2018  | Palmanova | ITF 15.000 | Sand         | Marina Bassols Ribera   | 6:73, 6:1, 6:2 |
| 4.  | 24. März 2019     | Antalya   | ITF W15    | Sand         | Lina Gjorcheska         | 6:4, 6:0       |
| 5.  | 31. März 2019     | Antalya   | ITF W15    | Sand         | Yūki Naitō              | 7:5, 7:63      |
| 6.  | 26. Mai 2019      | Antalya   | ITF W15    | Sand         | Gebriela Michajlowa     | 6:1, 6:1       |
| 7.  | 7. Juli 2019      | Prokuplje | ITF W15    | Sand         | Ana Lantigua de la Nuez | 6:2, 6:3       |
| 8.  | 14. Juli 2019     | Prokuplje | ITF W15    | Sand         | Darja Astachowa         | 6:4, 6:1       |
| 9.  | 1. September 2019 | Tabarka   | ITF W15    | Sand         | Karin Kennel            | 6:77, 6:1, 6:3 |
| 10. | 24. November 2019 | Naples    | ITF W25    | Sand         | Panna Udvardy           | 6:3, 6:4       |
| 11. | 14. März 2021     | Amiens    | ITF W15+H  | Sand (Halle) | Paula Ormaechea         | 6:4, 6:2       |
| 12. | 5. Februar 2023   | Antalya   | ITF W25    | Sand         | Nina Potočnik           | 6:2, 7:5       |
| 13. | 9. Juli 2023      | Getxo     | ITF W25    | Sand         | Martha Matoula          | 6:2, 6:4       |

### Doppel
| Nr. | Datum             | Turnier | Kategorie   | Belag        | Partnerin                   | Finalgegnerinnen                             | Ergebnis          |
| --- | ----------------- | ------- | ----------- | ------------ | --------------------------- | -------------------------------------------- | ----------------- |
| 1.  | 14. April 2018    | Tunis   | ITF $25.000 | Sand         | Maryna Tschernyschowa       | Amina Anschba Anastasia Grymalska            | 7:65, 6:4         |
| 2.  | 31. August 2019   | Tabarka | ITF W15     | Sand         | Merel Hoedt                 | Alicia Smith Chelsea Vanhoutte               | 6:3, 7:5          |
| 3.  | 12. März 2021     | Amiens  | ITF W15+H   | Sand (Halle) | María José Portillo Ramírez | Elsa Jacquemot Victoria Jiménez Kasintseva   | 6:4, 6:3          |
| 4.  | 12. August 2023   | Leipzig | W25+H       | Sand         | Estelle Cascino             | Julija Awdejewa Arina Gabriela Vasilescu     | 6:2, 64:7, [10:8] |
| 5.  | 16. November 2024 | Nules   | ITF W15     | Sand         | Enola Chiesa                | Lorena Solar Donoso Meritxell Teixidó García | 6:2, 3:6, [10:4]  |